# Coscinodon longirostris
Coscinodon longirostris là một loài Rêu trong họ Grimmiaceae. Loài này được (Schwägr.) Brid. mô tả khoa học đầu tiên năm 1819.